# グリセルアルデヒド-3-リン酸
グリセルアルデヒド-3-リン酸（グリセルアルデヒド-3-リンさん、Glyceraldehyde 3-phosphate、G3P）は、全ての生物の代謝中間体となる有機化合物である。グリセルアルデヒドの3位の炭素のリン酸エステルである。

## 解糖系及び糖新生

### 生成
G3PのD体は次の3つの経路で可逆的に生成する。
- フルクトース-1,6-ビスリン酸を基質としてアルドラーゼの作用により生成

β-D-フルクトース-1,6-ビスリン酸 {\displaystyle {\ce {<=>}}} D-グリセルアルデヒド-3-リン酸 + ジヒドロキシアセトンリン酸
- ジヒドロキシアセトンリン酸を基質としてトリオースリン酸イソメラーゼの作用により生成

ジヒドロキシアセトンリン酸 {\displaystyle {\ce {<=>}}} D-グリセルアルデヒド-3-リン酸
- 1,3-ビスホスホグリセリン酸を基質としてグリセルアルデヒド-3-リン酸デヒドロゲナーゼの作用により生成

1,3-ビスホスホグリセリン酸 {\displaystyle {\ce {<=>}}} D-グリセルアルデヒド-3-リン酸

### 基質として
- 糖新生過程で、グリセルアルデヒド-3-リン酸デヒドロゲナーゼの作用により1,3-ビスホスホグリセリン酸を生成

D-グリセルアルデヒド-3-リン酸 {\displaystyle {\ce {<=>}}} 1,3-ビスホスホグリセリン酸
D-グリセルアルデヒド-3-リン酸はペントースリン酸経路にも現れる。

## 光合成
光合成の初期段階では、リブロース-1,5-ビスリン酸（RuBP）と二酸化炭素からリブロース1,5-ビスリン酸カルボキシラーゼ/オキシゲナーゼの作用によって2分子の3-ホスホグリセリン酸が暗反応で生成される。3-ホスホグリセリン酸はATPのエネルギーとNADPHの還元力を使って、カルビン回路でG3Pに変換される。この過程でADP、リン酸イオン、NADP+が生成し、RuBPは再びカルビン回路に戻る。
G3Pは光合成の主要な最終産物であり、グルコースなどの単糖に変換されて他の細胞へ運ばれたり、デンプンなどの多糖として貯蔵されたりしていると考えられている。

### バランスシート
6 CO2 + 6 RuBP (+ 12 ATP + 12 NADPH) → 12 G3P
10 G3P (+ 6 ATP) → 6 RuBP
2 G3P → グルコース

## トリプトファン合成
G3Pはトリプトファンの生合成の副産物として生成する。トリプトファンは必須アミノ酸の1つで、人体では合成できない。

## チアミン合成
G3Pはチアミンの生合成の反応産物の1つとして生成する。チアミンは人体では合成できない。